# Jenny Simpson
 Jennifer Mae „Jenny“ Simpson, geb. Barringer (* 23. August 1986 in Webster City, Iowa) ist eine US-amerikanische Mittelstrecken-, Langstrecken- und Hindernisläuferin.
Die dreimalige NCAA-Meisterin (2006, 2007, 2009) über 3000 Meter Hindernis errang ihren ersten nationalen Titel 2007 mit einer Zeit von 9:34,64 min, damals die zweitschnellste einer US-Amerikanerin. Bei den Weltmeisterschaften in Ōsaka schied sie im Vorlauf aus.
Nachdem sie sich im Jahr darauf als Dritte bei den US-Ausscheidungskämpfen für die Olympischen Spiele 2008 in Peking qualifiziert hatte, stellte sie am 22. Juli in Heusden-Zolder mit 9:22,70 min einen Kontinentalrekord auf. Diese Marke verbesserte sie als Neunte im olympischen Finale auf 9:22,26 min.
2009 wurde sie zum zweiten Mal US-Meisterin und wurde Fünfte bei den Weltmeisterschaften in Berlin mit der abermaligen Rekordzeit von 9:12,50 min, mit der sie nun den neunten Platz auf der Ewigen Weltbestliste einnimmt (Stand August 2009).
Im Jahr darauf musste sie die Saison nach einer Stressfraktur im rechten Oberschenkelknochen beenden.
2011 wurde sie US-Hallenmeisterin im Meilenlauf und über 3000 Meter und US-Vizemeisterin über 1500 Meter. Über dieselbe Distanz gewann sie bei den Weltmeisterschaften in Daegu die Goldmedaille.
Bei den Olympischen Spielen 2012 in London schied sie über 1500 Meter im Halbfinale aus. 2013 gewann sie über dieselbe Distanz bei den Weltmeisterschaften in Moskau Silber.
Jenny Simpson ist 1,65 m groß und wiegt 50 kg. Sie schloss 2009 ein Studium der Politikwissenschaft an der University of Colorado at Boulder ab, für deren Sportteam Colorado Buffaloes sie startete, und wurde danach vom Sportartikelhersteller New Balance unter Vertrag genommen. Seit 2010 wird sie von Juli Benson trainiert. Am 18. Oktober 2010 heiratete sie den ehemaligen Mittelstreckenläufer Jason Simpson.

## Bestzeiten
- 800 m: 2:00,45 min, 17. Mai 2013, Los Angeles
- 1500 m: 3:57,22 min, 5. Juli 2014, Paris
  - Halle: 4:07,27 min, 11. Februar 2012, New York City
- 1 Meile: 4:17,30 min, 22. Juli 2018, London
  - Halle: 4:25,91 min, 28. Februar 2009, College Station
- 3000 m: 8:29,58 min, 5. September 2014, Brüssel
  - Halle: 8:40,31 min, 10. Februar 2018, Boston
- 5000 m: 14:56,26 min, 29. August 2013, Zürich
- 3000 m Hindernis: 9:12,50 min, 17. August 2009, Berlin